# Migração de animais

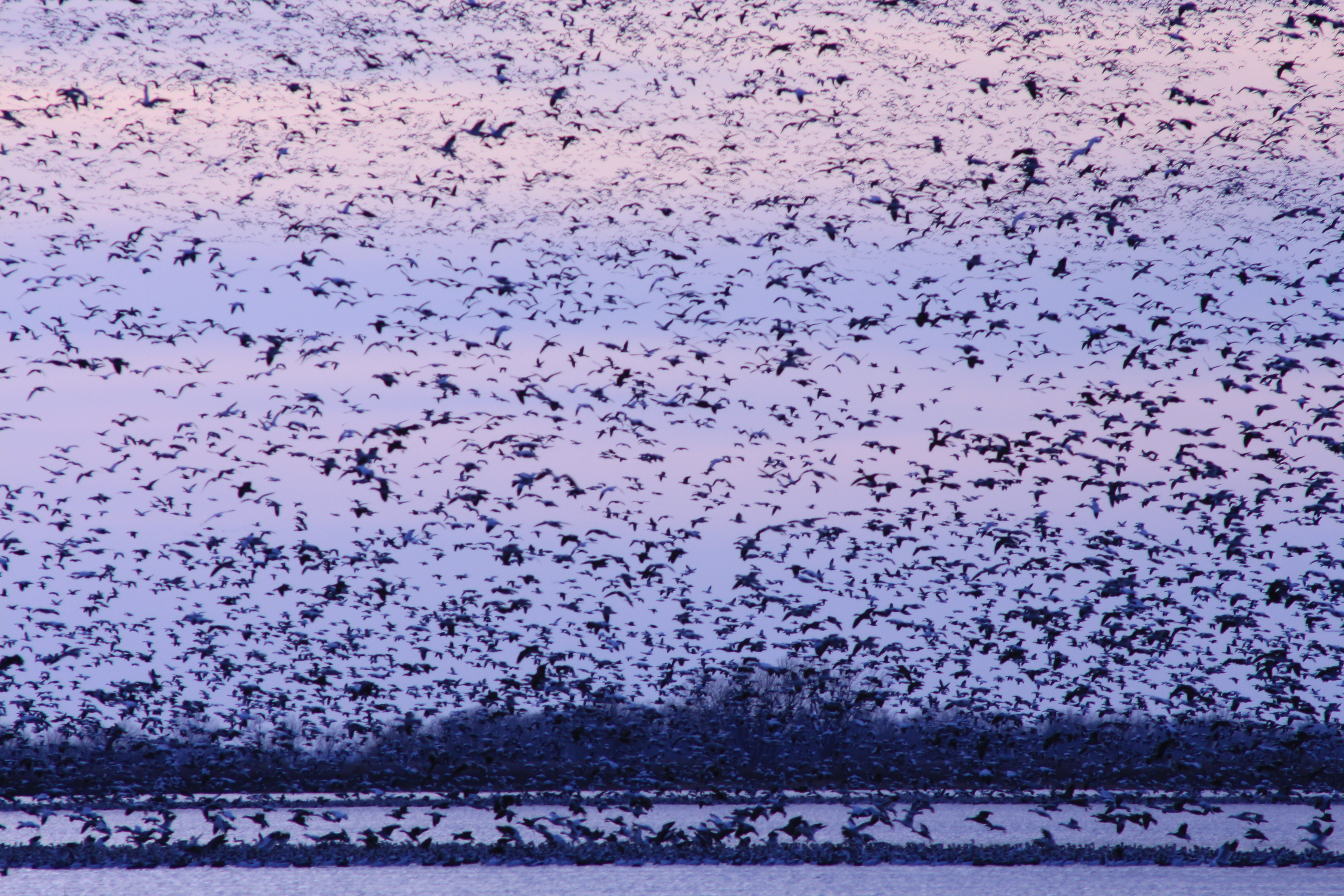
Gansos-da-neve em migração para norte no Squaw Creek National Wildlife Refuge, Missouri, Estados Unidos.

A migração de animais é uma migração referente a um movimento direcional em massa pelo qual os animais se dirigem de um local a outro. O termo descreve desde o movimento de um enxame de gafanhotos até pequenos movimentos de organismos intertidais indo e vindo duas vezes por dia, seguindo o movimento das marés, em níveis preferenciais de exposição ou imersão nas ondas. As migrações ocorrem quase sempre de regiões com baixa quantidade de recursos para áreas mais produtivas, incluindo para os jovens.
No contexto de migrações globais, podemos dividir o deslocamento dos animais em dois grupos: navegação vetorial e navegação verdadeira. A navegação vetorial é caracterizada pela capacidade do animal em manter uma orientação pré-determinada para alcançar um objetivo migratório, durante um certo tempo e uma certa distância. Já a navegação verdadeira é caracterizada pela capacidade do animal de alcançar uma determinada localização, ainda que esteja fora dos padrões normais de deslocamento do animal.
As migrações podem ser temporárias, quando a população regressa ao seu biótopo de origem, ou permanentes, quando a população se instala indefinidamente no novo biótipo. Migrações temporárias são conhecidas em muitas espécies de animais e podem ter periodicidades muito diferentes, desde as migrações diárias, normalmente verticais do plâncton na coluna de água (ver biologia marinha), anuais como as das andorinhas e de outras aves e de muitos animais terrestres, ou plurianuais como as das enguias e de outros peixes. Outros exemplos de migração temporárias: Durante o dia os fitoplâctons, em lagos, encontra-se em zonas mais próximas da superfície da água em função da luz necessária para a fotossíntese; os caranguejos migram segundo os movimentos das marés, pois se alimentam de matéria orgânica que é transportada pelas ondas.
Em alguns casos, movem-se por falta de comida, geralmente causada pelo inverno. Pássaros sempre migram de lugares frios para quentes. A mais longa rota de migração conhecida é a da Gaivina do Ártico Sterna paradisaea, também conhecida como andorinha-do-mar ártico que migra do Ártico para o Antártico e retorna todo ano, experimentando somente os verões polares.
Baleias, borboletas, vespas e roedores também fazem migrações. A migração periódica dos gafanhotos é um grande fenômeno, retratado desde os tempos bíblicos.

## Migração de peixes
A migração de peixes pode acontecer devido à diferentes condições e recursos. O principal motivo desse deslocamento é para acasalamento e reprodução, a chamada migração gamética. No entanto, os peixes podem migrar devido ao clima, alimento, “autopreservação”, osmorregulação, entre outros.
Podemos dividir os peixes migratórios em 3 classes distintas: peixes oceanódromos, diádromos (anádromos, catádromos, anfídromos) e potamódromos.
- oceanódromos: migram apenas em água salgada
- diádromos: migram entre água doce e água salgada
  - anádromos: vivem a maior parte da vida na água salgada, mas se reproduzem na água doce
  - catádromos: vivem a maior parte da vida na água doce, mas se reproduzem na água salgada
  - anfídromos: migram entre água salgada e doce, porém não para se reproduzirem
- potamódromos: migram apenas em água doce[5]

Peixes são capazes de receber estímulos em 3 dimensões, uma vez que estão dentro da água. Assim, além da migração horizontal, mais conhecida, há a migração vertical dos peixes, mais especificamente, das larvas de peixes. A migração vertical ontogenética, normalmente, representa um mecanismo de retenção e maior estabelecimento de larvas em seu ambiente natal. No entanto, migrações verticais mais curtas podem estar relacionadas com o ciclo de migração vertical diário de plânctons; gradientes de salinidade e cloro; e ciclo de marés.
Em ambientes marinhos, ou seja, para peixes oceanódromos ou diádromos na fase marinha, quando estão longe de um recife, os peixes são principalmente orientados pelo campo magnético, luz polarizada ou pelo sol. Aproximando-se um pouco, os peixes são capazes de se orientar por uma pressão acústica. Bem próximo ao recife, é possível que os peixes se orientem  também por sinais químicos de odor e por sinais acústicos.
Os rios são ambientes de água doce amplamente utilizados para a migração de peixes, por possuírem uma correnteza unidirecional. Diferentemente dos oceanos, os rios possuem uma pequena amplitude para migração horizontal e vertical, além de poderem mudar bastante durante o ano. Fisiologicamente, foram associados à migração os hormônios da tireóide e os corticosteróides, controlados por um sistema sensorial que recebe informações do ambiente externo. Os principais estímulos que influenciam na migração e nos mecanismos de navegação dos peixes em rios são: o fluxo de água, sua temperatura, luz (fotoperiodismo), correntes de vento, interações bióticas, campo magnético e diferentes odores.
Um mecanismo de navegação que aparece em ambos os casos de migração é através do campo magnético. Os peixes da subclasse Elasmobranchii possuem um eletrorreceptor muito sensível chamados de ampolas de Lorenzini. A movimentação dos elasmobrânquios no campo geomagnético gera correntes elétricas no sistema eletrossensível. Esse impulso acaba gerando diferentes campos elétricos dependendo da posição do peixe no campo magnético da terra, podendo ser utilizado pelo animal como mecanismo de navegação. Em peixes da infraclasse Teleostei, há uma hipótese de que o campo magnético da Terra pode ser percebido por meio de cristais de magnetita presentes no esqueleto desses animais.

### Salmão
O salmão é o peixe mais estudado quanto à migração e mecanismos de navegação, devido principalmente ao seu hábito anádromo e sua importância econômica. Salmões nascem em rios de água doce e, quando jovens, migram para o mar. No entanto, para a época reprodutiva, os salmões voltam para os rios, processo que é chamado de “homing”, ou seja, volta para casa.
O processo de “homing” começa no próprio oceano, com a deslocação dos peixes do mar aberto para uma parte mais próxima dos rios em que irão entrar. Neste momento, os salmões nadam com uma velocidade alta e apresentam uma trajetória muito bem direcionada. O mecanismo de navegação utilizado nesse momento é o campo magnético da Terra. Uma vez na foz do rio, há uma mudança brusca de ambiente, com variações de salinidade e temperatura. Uma vez já dentro do rio, os peixes tendem a se direcionar rio acima, procurando pela rota com menor gasto energético. O principal mecanismo de navegação nos rios é através do olfato. Estudos recentes propõem que o aprendizado dos salmões é um dos mecanismos utilizados para saber a localização do rio natal.

## Migração de mamíferos
A migração pode apresentar três causas: alimentação, reprodução e climatização. Os três fatores estão intimamente ligados, isto porque o clima influencia na produção de alimento e a as estações do ano determinam a época reprodutiva mais adequada para o acasalamento dos animais.
Nos mamíferos, a migração ocorre a partir de 3 vias de locomoção: natação (exemplo: baleias), voo (exemplo: morcegos) e corrida/marcha (exemplo: caribus, gnus).

### Baleias
As baleias são conhecidas pela sua migração sazonal para a reprodução. Elas permanecem durante o verão nas águas frias do Hemisfério Norte e Sul se alimentando de ‘’krill’’ (pequenos crustáceos semelhantes aos camarões) para armazenar energia na forma de óleo e de gordura. É nesta época que as baleias grávidas nutrem seus filhotes ainda não nascidos.
Próximo ao fim do verão, as baleias então migram para às águas quentes próximos aos trópicos e finalmente dão à luz os seus filhotes. Neste período pode haver ocorrência de acasalamento de algumas baleias. Assim, os filhotes crescem se alimentando do rico leite materno e na primavera, tanto as baleias filhotes quanto as adultas realizam a migração reversa, voltando para às águas do Oceano Ártico ou do Antártico.
Toda essa migração ocorre com pouca ou nenhuma alimentação, sendo a reserva energética anteriormente citada é utilizada para a realização de todas as atividades necessárias neste processo migratório. Devido a maior debilidade na migração reversa as baleias tendem a encalhar e serem fáceis alvos de predadores.
Aparentemente, estas migrações são essenciais para a sobrevivência dos filhotes baleias, já que os recém-nascidos não possuem uma camada isolante de óleo e não suportariam as águas frias dos polos do Ártico e Antártico.
Por fim, estes mamíferos se orientam nas migrações a partir de sentidos olfativos, visuais e auditivos, além de temperatura da água e correntes oceânicas.

#### Mecanismo de navegação de baleias
As baleias utilizam o mecanismo chamado de ecolocalização, ou seja, orientação por ultra-som. A vantagem da utilização do som na água é que ele viaja cerca de 5 vezes mais rápido que no ar. Sons de baixa frequência são usados para orientação na coluna da água com relação aos objetos em volta deles, sendo portanto o mecanismo essencial durante as migrações. É possível ainda que por viverem no mar, as baleias utilizassem o campo geomagnético da Terra para localizar sua posição através de um sistema de receptores sensíveis ainda não muito conhecidos.

### Morcegos
A migração de morcegos também ocorrem sazonalmente, podendo realizar isto através de voos que chegam a ser de longas distâncias, atravessando continentes inteiros ou oceanos. A partir da utilização da emissão de ultra-sons como um verdadeiro sonar, as migrações ocorrem com o motivo a procura de alimentos.

##### Mecanismo de navegação de morcegos
Os morcegos também utilizam o mecanismo natural (ecolocalização) que aumenta a capacidade de detecção de objetos no espaço, sendo portanto, essencial para a locomoção. Este mecanismo funciona a partir de uma geração de ondas sonoras de alta frequência pelo animal, na altura do ultra-som. As ondas geradas se deslocam no meio atingindo algum obstáculo retornando ao animal que processa essas reflexões de ondas recebidas e identificando a posição do obstáculo. Além disso, a conformação da orelha colabora com o recebimento das ondas, isto é, com a cavidade voltada para frente como se fossem duas parabólicas. Existem ainda, morcegos com aparato associados aos pavilhões auditivos para auxílio na captação dos ecos durante o processo de ecolocalização.
Envolvendo a Física, o mecanismo de ecolocalização engloba um conjunto de ações como recepções de ultra-som, reflexão de ondas sonoras, intensidade, altura, timbre, difração e efeito Doppler, sendo esta última muito presente no comportamento dos morcegos.

### Caribus e Gnus
Os caribus são animais de grande porte e selvagens localizados na América do Norte. Estes realizam migrações sazonais pela tundra do Ártico a cada ano, com uma manada em busca de pastos mais propícios e alimentos frescos. A distância percorrida depende do tamanho da manada, pois quanto maior a manada mais longo será o trajeto feito durante a migração, sendo algumas podendo percorrer mais de 3,2 mil quilômetros por ano.
Assim como os caribus, os gnus migram devido à renovação e sazonalidade dos pastos. As migrações acontecem em bandos, podendo chegar até 250 mil indivíduos e sem a existência de hierarquia ou líderes. Nem todo ano fazem o mesmo trajeto, mas eventualmente chegam a pastos recorrentes todos os anos. Ademais, a reprodução também está relacionada à migração, ou seja, quando os bandos chegam aos pastos novos após a migração, as fêmeas dão à luz juntas.

## Ver mais
- Migração humana
- Migração de aves
- Migração de peixes
- Migração de mamíferos